# Кумачево (Гур'євський міський округ)
Кумачево (рос. Кумачево) — селище Гур'євського міського округу, Калінінградської області Росії. Входить до складу Кутузовського сільського поселення.
Населення —  81 особа (2015 рік). 

## Населення
| 2002 | 2010 |
| ---- | ---- |
| 70   | ↗81  |